# ابراهیم روحی‌فر
ابراهیم روحی‌فر موسیقی‌دان، نوازنده ویلن و رئیس اسبق هنرستان عالی موسیقی اهل ایران بود.

## زندگی هنری
ابراهیم روحی‌فر فرزند «سلیمان روح‌افزا» پس از «ابوالقاسم طالب زاده» به مدیریت هنرستان عالی موسیقی منصوب شد و تا انقلاب سال ۱۳۵۷ و تعطیلی هنرستان، عهده‌دار این سمت بود. او از نوازندگان ویلن و کنسرت مایستر ارکسترسمفونیک تهران بود. وی در هنرستان عالی موسیقی هنرآموزِ «تکنیک ویلن» بود. از جمله شاگردان او می‌توان به «همایون رحیمیان»، «شهرداد روحانی»، «هادی آرزم»، «محمد شمس»، «علی اکبرپور» اشاره نمود. کتاب «غم خاطرات گذشته، قطعه‌هایی برای ویولن تنها» از آثار او است.
ابراهیم روحی‌فر ۲۶ بهمن ۱۳۹۷ در شهر بروکسل بلژیک درگذشت.